# Wahlkreis Saalfeld-Rudolstadt I
Der Wahlkreis Saalfeld-Rudolstadt I (Wahlkreis 28) ist ein Landtagswahlkreis in Thüringen.
Er umfasst vom Landkreis Saalfeld-Rudolstadt die Gemeinden Allendorf, Bad Blankenburg, Bechstedt, Cursdorf, Deesbach, Döschnitz, Katzhütte, Königsee, Meura, Rohrbach, Rudolstadt (ohne die Ortsteile Ammelstädt, Breitenheerda, Eschdorf, Geitersdorf, Haufeld, Heilsberg, Milbitz, Remda, Sundremda, Teichel, Teichröda und Treppendorf), Saalfeld/Saale (nur der Ortsteil Wittgendorf), Schwarzatal, Schwarzburg, Sitzendorf und Unterweißbach. Bei der Landtagswahl 1994 hieß der Wahlkreis noch Schwarzakreis I.

## Landtagswahl 2024
Zur Landtagswahl in Thüringen am 1. September 2024 traten folgende Direktkandidaten an:
| Gegenstand der Nachweisung | Gegenstand der Nachweisung | Erst- stimmen | Erst- stimmen | Zweit- stimmen | Zweit- stimmen |
| Bewerber                   | Partei                     | Anzahl        | %             | Anzahl         | %              |
| -------------------------- | -------------------------- | ------------- | ------------- | -------------- | -------------- |
| Wahlberechtigte            | Wahlberechtigte            | 38.375        | 38.375        | 38.375         | 38.375         |
| Wähler                     | Wähler                     | 27.981        | 27.981        | 27.981         | 72,9           |
| Ungültige Stimmen          | Ungültige Stimmen          | 538           | 1,9           | 281            | 1,0            |
| Gültige Stimmen            | Gültige Stimmen            | 27.443        | 98,1          | 27.700         | 99,0           |
| davon                      |                            |               |               |                |                |
| Daniel Starost             | DIE LINKE                  | 2.771         | 10,1          | 3.209          | 11,6           |
| Thomas Benninghaus         | AfD                        | 10.304        | 37,5          | 10.242         | 37,0           |
| Martin Friedrich           | CDU                        | 8.469         | 30,9          | 5.722          | 20,7           |
|                            | SPD                        |               |               | 1.309          | 4,7            |
|                            | GRÜNE                      | 455           | 1,6           |                |                |
| Henry Götze                | FDP                        | 508           | 1,9           | 301            | 1,1            |
|                            | TIERSCHUTZ hier!           |               |               | 296            | 1,1            |
|                            | ÖDP / Familie ..           | 39            | 0,1           |                |                |
|                            | PIRATEN                    | 80            | 0,3           |                |                |
|                            | MLPD                       | 30            | 0,1           |                |                |
|                            | BÜNDNIS DEUTSCHLAND        | 118           | 0,4           |                |                |
| Rainer Kräuter             | BSW                        | 5.056         | 18,4          | 5.173          | 18,7           |
|                            | FAMILIE                    |               |               | 128            | 0,5            |
|                            | FREIE WÄHLER               | 252           | 0,9           |                |                |
|                            | WU                         | 346           | 1,2           |                |                |
| Harald Karlheinz Frosch    | Einzelbewerber             | 335           | 1,2           |                |                |

## Landtagswahl 2019
Die Landtagswahl in Thüringen 2019 erbrachte folgendes Wahlkreisergebnis:
| Name                              | Partei       | Anteil der Erststimmen |
| --------------------------------- | ------------ | ---------------------- |
| Karlheinz Frosch                  | AfD          | 29,1 %                 |
| Rainer Kräuter                    | Die Linke    | 22,9 %                 |
| Herbert Wirkner                   | CDU          | 22,6 %                 |
| Oliver Weder                      | SPD          | 12,6 %                 |
| Henry Götze                       | FDP          | 5,7 %                  |
| Frank Andreas Bock                | GRÜNE        | 3,5 %                  |
| Ralf Thun                         | FREIE WÄHLER | 3,1 %                  |
| Rainer Dworschak                  | MLPD         | 0,5 %                  |
| Wahlberechtigte: 38.463 Einwohner |              |                        |
| Wahlbeteiligung: 65,1 %           |              |                        |

## Landtagswahl 2014
Die Landtagswahl in Thüringen 2014 erbrachte folgendes Wahlkreisergebnis:
| Name                              | Partei    | Anteil der Erststimmen |
| --------------------------------- | --------- | ---------------------- |
| Herbert Wirkner                   | CDU       | 38,8 %                 |
| Rainer Kräuter                    | Die Linke | 31,2 %                 |
| Marion Rosin                      | SPD       | 13,9 %                 |
| Mandy Meinhardt                   | NPD       | 5,7 %                  |
| Rainer Wernicke                   | GRÜNE     | 5,6 %                  |
| Marian Koppe                      | FDP       | 4,9 %                  |
| Wahlberechtigte: 41.089 Einwohner |           |                        |
| Wahlbeteiligung: 51,2 %           |           |                        |

## Landtagswahl 2009
Bei der Landtagswahl in Thüringen 2009 traten folgende Kandidaten an:
| Name                              | Partei    | Anteil der Erststimmen |
| --------------------------------- | --------- | ---------------------- |
| Gerhard Günther                   | CDU       | 36,4 %                 |
| Andreas Grünschneder              | Die Linke | 30,4 %                 |
| Daniel Karakaschew                | SPD       | 13,3 %                 |
| Michael Bergmann                  | GRÜNE     | 5,9 %                  |
| Marian Koppe                      | FDP       | 7,6 %                  |
| Steffen Richter                   | NPD       | 6,4 %                  |
| Wahlberechtigte: 44.150 Einwohner |           |                        |
| Wahlbeteiligung: 56,2 %           |           |                        |

## Landtagswahl 2004
Bei der Landtagswahl in Thüringen 2004 traten folgende Kandidaten an:
| Name                              | Partei | Anteil der Erststimmen |
| --------------------------------- | ------ | ---------------------- |
| Gerhard Günther                   | CDU    | 44,0 %                 |
| Hubert Krawczyk                   | PDS    | 32,4 %                 |
| Hans-Heinrich Tschoepke           | SPD    | 17,1 %                 |
| Volker Weber                      | FDP    | 6,5 %                  |
| Wahlberechtigte: 46.318 Einwohner |        |                        |
| Wahlbeteiligung: 55,7 %           |        |                        |

## Landtagswahl 1999
Bei der Landtagswahl in Thüringen 1999 traten folgende Kandidaten an:
| Name                              | Partei | Anteil der Erststimmen |
| --------------------------------- | ------ | ---------------------- |
| Gert Wunderlich                   | CDU    | 49,3 %                 |
| Gerhard Botz                      | SPD    | 23,8 %                 |
| Hubert Krawczyk                   | PDS    | 21,5 %                 |
| Friedhard Beck                    | REP    | 3,1 %                  |
| Hans-Helmut Lawatsch              | FDP    | 2,3 %                  |
| Wahlberechtigte: 49.751 Einwohner |        |                        |
| Wahlbeteiligung: 61,8 %           |        |                        |

## Bisherige Abgeordnete
Direkt gewählte Abgeordnete des Wahlkreises Saalfeld-Rudolstadt I waren:
| Jahr | Name             | Partei | Anteil der Erststimmen |
| ---- | ---------------- | ------ | ---------------------- |
| 2019 | Karlheinz Frosch | AfD    | 29,1 %                 |
| 2014 | Herbert Wirkner  | CDU    | 38,8 %                 |
| 2009 | Gerhard Günther  | CDU    | 36,4 %                 |
| 2004 | Gerhard Günther  | CDU    | 41,2 %                 |
| 1999 | Gert Wunderlich  | CDU    | 49,3 %                 |
| 1994 | Gert Wunderlich  | CDU    | 42,0 %                 |